# دهستان ارجستان
دهستان ارجستان یکی از دهستان‌های شهرستان سرعین در استان اردبیل ایران است. این دهستان در بخش سبلان قرار دارد و براساس سرشماری مرکز آمار ایران در سال ۱۳۹۰، جمعیت آن ۳۲۶۹ نفر (در ۹۴۱ خانوار) بوده‌است.